# Îles de Buguélès
Les îles de Buguélès sont un archipel d'îles appartenant à la commune de Penvénan au nord des Côtes-d'Armor, dans le pays historique du Trégor. Ce sont des petites îles sauvages au large, pour la grande majorité boisées et au relief marqué par quelques pitons granitiques. Certaines sont reliées les unes aux autres par des cordons de galets.
On dénombre ainsi dix îles principales, auxquelles on peut rajouter une multitude d'ilots plus ou moins importants. Certains qualifient cette zone de navigation particulièrement accidentée de « chaos granitique ».
Au large de Buguélès, cet archipel se compose de l'île Ozac'h, l'île Illiec, l'île Balanec, l'île du Milieu, l’île Guiben et l'île des Levrettes. Seules Balanec et Illiec sont habitées.
Deux autres petites îles jouxtent la côte de Buguélès, l'ilot de Coz Castel et l'île Marquer. Elles sont toutes deux habitées.
Au large de Port-Blanc on trouve l'île Saint-Gildas, l'île du Château-Neuf et l'île des Femmes.